# ハリー・グナルト
ハリー・グナルト （インドネシア語: Hary Gunarto 1954年 -) は、インドネシアのスラカルタ生まれのコンピュータ工学 (計算機工学者)。 立命館アジア太平洋大学名誉教授。専門は、コンピュータープログラミング論、 デジタルメディア技術とビジネスと社会科学におけるコンピューターの使用。

## 学歴
1978年にガジャマダ大学を卒業し、物理学で学士号を取得しています。 彼は電気工学で1984年にウィスコンシン大学マディソン校で修士号を取得し、1988年にワシントン州立大学 (プルマン)電気およびコンピュータ工学部門で博士号を取得しました。  彼の研究対象は、コンピューターシミュレーション、データ処理、遠隔学習、デジタル情報技術の分野です。

## 略歴
- 1986年8月 	ワシントン州立大学 (プルマン)電気およびコンピュータ工学部門研究助手
- 1988年6月   	ワシントン州立大学 (プルマン)の講師
- 1989年7月   	ガジャ・マダ大学の助教
- 1990年5月 	ガジャマダ大学コンピューターセンター研究開発部門長
- 1995年1月   	国際理論物理学センター(ICTP/UNESCO, イタリア)の研究者
- 1999年1月	サウジアラビアKFUPMの客員教授
- 2000年1月	立命館アジア太平洋大学の研究者
- 2000年4月	立命館アジア太平洋大学アジア太平洋学部の准教授
- 2004年4月 	立命館アジア太平洋大学大学院アジア太平洋学研究科の教授[6]

## 受賞
- 2020年4月	立命館アジア太平洋大学名誉教授[3]。
- 1999年2月 - インドネシア共和国大統領からのSatyalancanaアカデミックサービス賞[7]
- 1990年8月 - インドネシア教育省からの優秀な教育賞[8]
- 1982年5月 - アメリカの修士課程と博士課程の奨学金: MUCIA
- 1978年11月 - アカデミックエクセレンス、理学部と数学ガジャマダ大学
- 1975年2月 -  ガジャマダ大学奨学金: SUPERSEMAR.[8]

## 主な著書
- 『工業用FMS通信プロトコル』 （1988年、ProQuest & UMI Michigan）-（博士論文）ISBN 978-3-540-85413-5[9]
- 『Learn Visual C++ for Information Processing』 (2002年、Andi Offset Publisher), ISBN 979-533-832-3.
- 『e-Businessおよびe-Commerce向けのWebデザインプログラミングの概要』 （2003年、Andi Offset Publisher）, ISBN 979-533-981-8.[10]
- 『シンプルなデータ処理を備えたC ++。NetおよびC＃.Netの概要』 （2004年、Andi Offset Publisher), ISBN 979-731-257-7.
- 『日本での勉強と仕事』 （2004年、Andi Offset Publisher）. [11]
- 『Visual Basic.Netプログラミングの概要』 （2006年、Tech出版社、シンガポール）[12]
- 『Visual C＃.Netで収集されたコンピュータープログラミングの問題』（2007年、Tech出版社、シンガポール[13]
- 『ITおよびコンピュータ用語集：英語-インドネシア語-マレー語』 （2017年、ティアラワカナ出版）, ISBN 978-979-1262-45-3.[14]
- 『社会調査のためのパラメトリックおよびノンパラメトリックデータ分析：IBM SPSS』 （2019年、ランバートアカデミックパブリッシング）[15]

### 共著
- 『Visual Basicによる情報処理』 （2000年、文林堂）, ISBN 4-939095-65-7[16]

## 論文
- 「スマートメディアデバイスでのアプリベースの機械翻訳」、『インドネシアジャーナルオブコンピューティングおよびサイバネティックスシステム』、13(1)号、95-104頁、2019年[17]
- 「ボロブドゥールの世界遺産と文化財のデジタル保存」、『立命館言語文化研究』、19(2)号、263-278頁、2007年[18]
- 「文化的世界遺産のデジタル保存」 （2011年、ユネスコ[2]
- 「自然言語処理における機械翻訳の基本ツールとしての辞書の構築」、『立命館言語文化研究』、15(3)号、177-185頁、2004年[19]
- 「インターネットのセキュリティと倫理的懸念」、『立命館言語文化研究』、15(1)号、71-76頁、2003年[20]
- 「工場通信プロトコルのシミュレーション」、『製造技術者協会』、トランザクション：1987年の最高の論文, 1.59-1.75頁[1]
- 「飛行機制御システムにおけるハンケル行列の問題」、1986年 ボーイング[21]

## 所属学会
- IEEE
- Association for Computing Machinery

## 関連人物
- en:Hary Gunarto
- アイプ・ロシディ
- 木村一信
- 石井由香